# حزب العمال (ماركسي-لينيني)
كان حزب العمال (ماركسي-لينيني) (باللغة الأسبانية: Partido Obrero (Marxista-Leninista)) حزب سياسي تروتسكي في بنما. تاسس الحزب عام 1934 عن طريق دايوجينس دي لاروزا. لفترة قصيره الحزب من التنافس مع الحزب الشيوعي علي التاثير في الحركة النقابيه حركه المستاجرين، وسواها من الحركات.
الحزب القتال ضد الهيمنة الإمريكية علي بنما.